# Radu Ille
Radu Ille (n. 22 aprilie 1970, Baia Mare) este un cântăreț român de muzică populară.

## Discografie
- Ș-am Să Cânt, Să Cânt, Să Cânt (2002)[1]
- Io mi-s Radu din Portița (2004)[2]
- Colindă-mi Doamne! (2004)[3]